# Sultanu, Dâmbovița
Sultanu este un sat în comuna Vișinești din județul Dâmbovița, Muntenia, România.
Zona este faimoasă pentru drumul comunal 7, care conține cea mai abruptă porțiune de drum asfaltat din România, la aproape 30% înclinare. O atracție pentru cicliștii profesioniști și amatori.
 Acest articol despre o localitate din județul Dâmbovița este deocamdată un ciot. Puteți ajuta Wikipedia prin completarea lui.

1. ↑  Alexandru Ciocan. „The Wall - cea mai abruptă cursă ciclistă din România”. Arhivat din original la 23 octombrie 2020. Accesat în 21 octombrie 2020.